# Ruatahuna
La ville de Ruatahuna est située dans le nord-est de la Nouvelle-Zélande dans l'Île du Nord.

## Situation
C'est une petite ville, localisée sur la partie haute du fleuve Whakatane. Ruatahuna est située dans la région éloignée de Urewera, et est entourée des trois côtés par le parc national de Te Urewera.
Elle siège à 90 kilomètres à l’ouest de la cité de Gisborne et à 18 kilomètres au nord-ouest du lac Waikaremoana.
Elle est localisée sur une zone non goudronnée de la route State Highway 38/SH38 (en), en partant de la ville de Waiotapu via la ville de Murupara en allant vers Wairoa.

## Histoire
La zone fut le site de la plupart des actions, qui eurent lieu pendant les Guerres maories des années 1860 et 1870.
C’est une subdivision du " ward de Galatea-Murupara " au sein du district de Whakatane

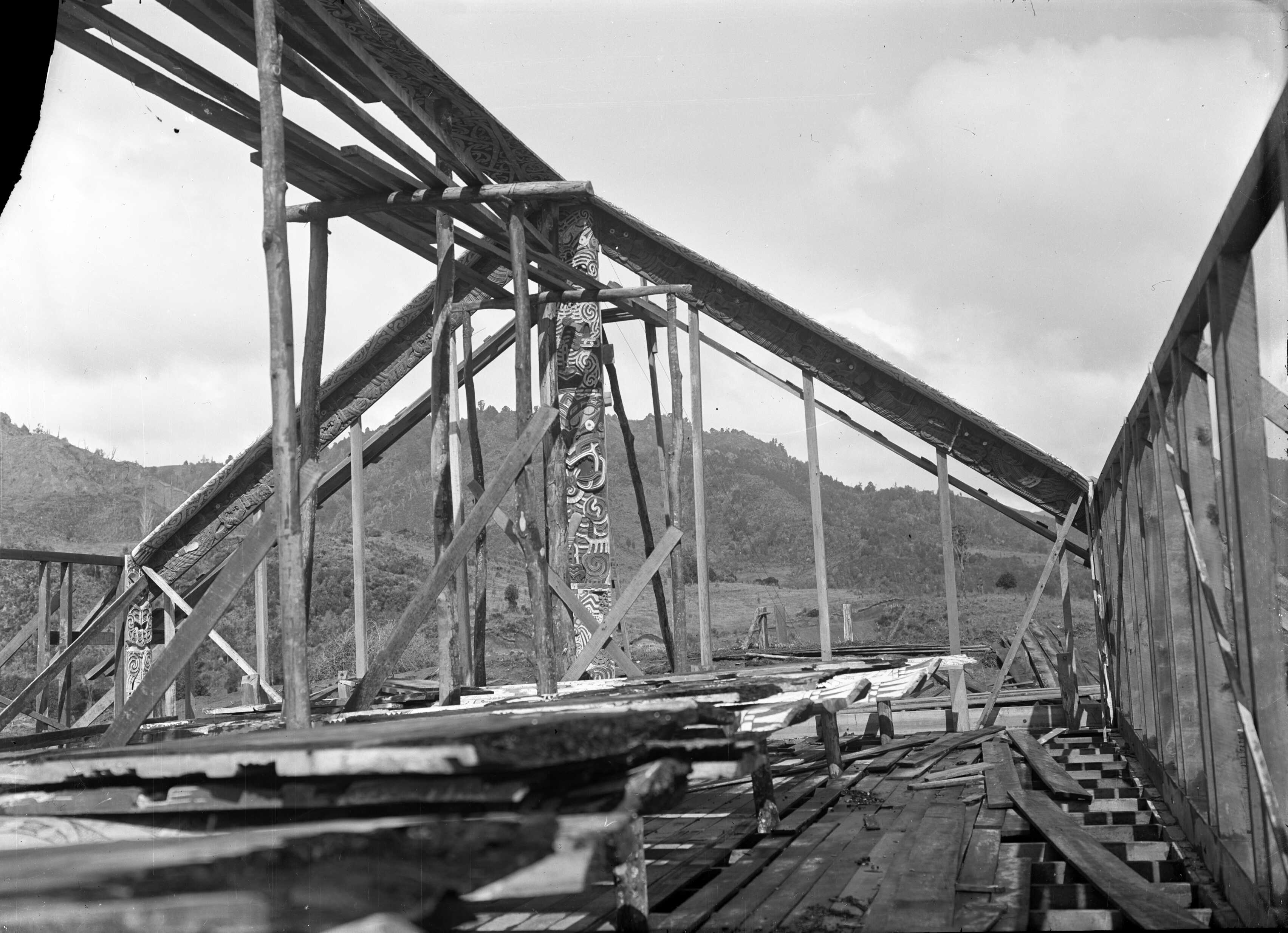
La maison de rencontre nommée:«Te Whai-a-te-Motu» en construction dans Ruatahuna, en 1910.
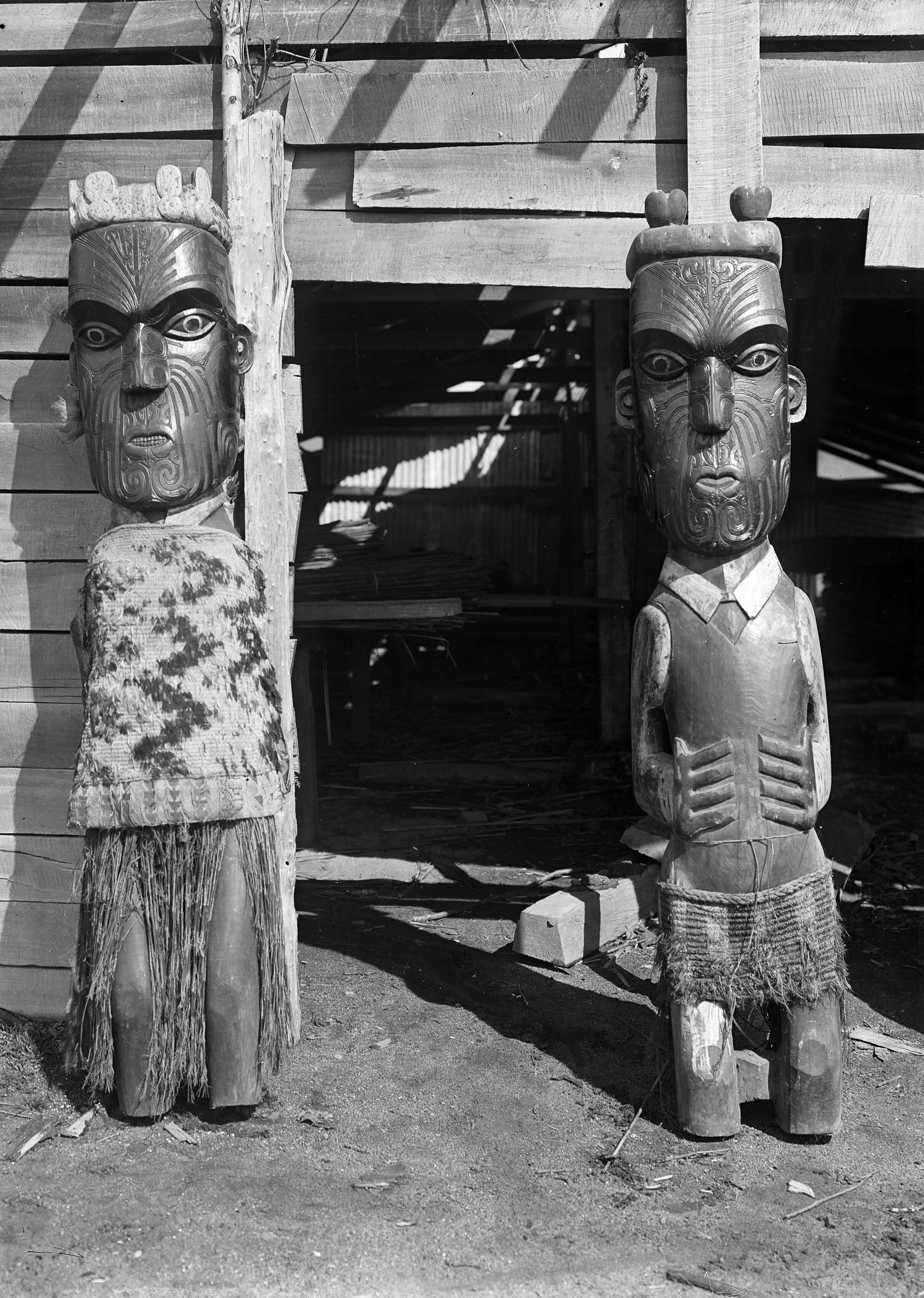
Sculpture Maori en bois dans la maison de rencontre: «Te Whai-a-te Motu», au niveau de Mataatua.
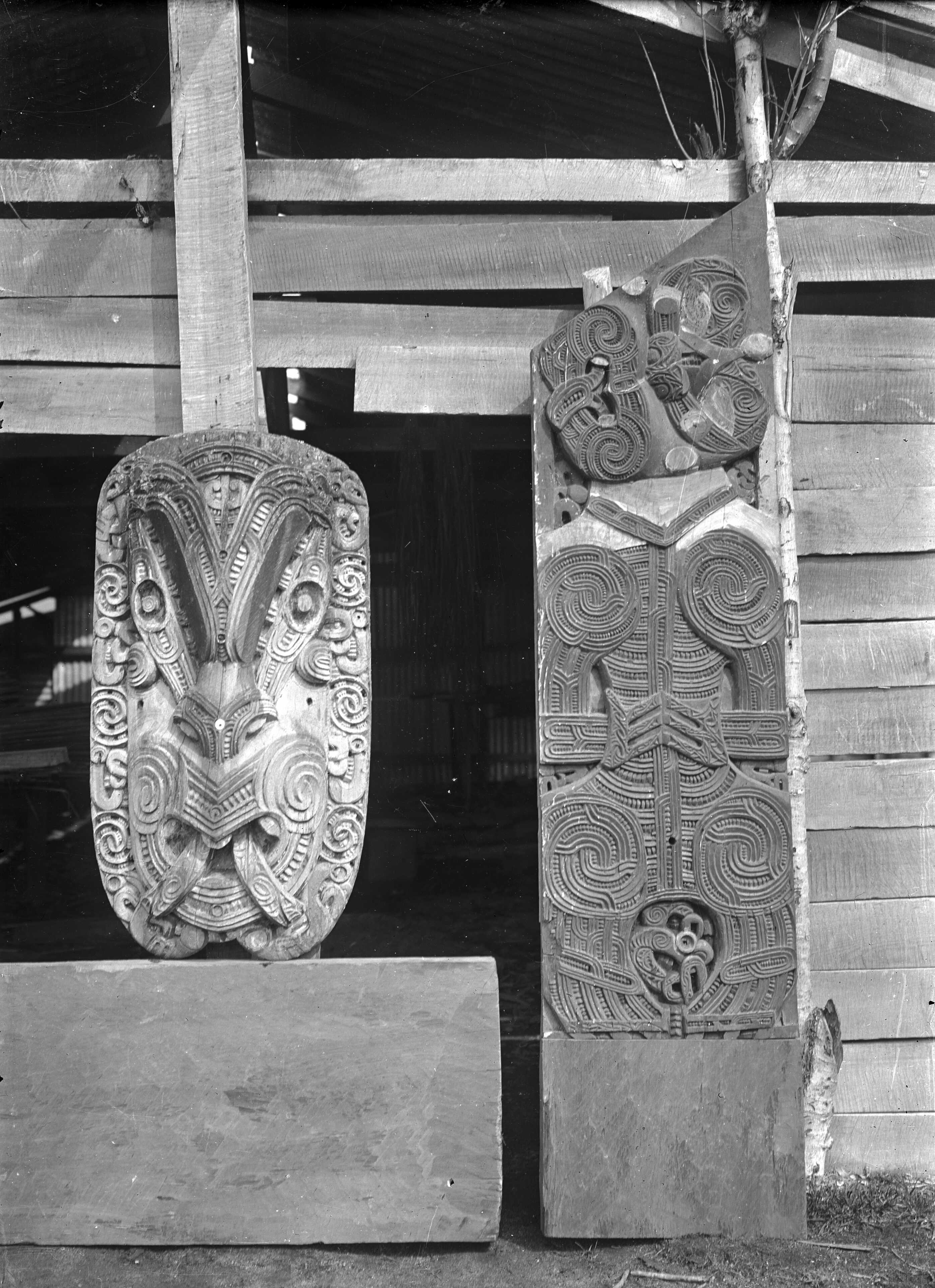
Sculpture Maori en bois dans «Te Whai-a-te Motu», dans Mataatua